# Мусса Конате
Мусса Конате (фр. Pape Moussa Konaté, нар. 3 квітня 1993, Мбур) — сенегальський футболіст, нападник клубу «Діжон». На умовах оренди грає за турецький «Сівасспор».

## Клубна кар'єра
Народився 3 квітня 1993 року. Вихованець футбольної школи клубу «Туре Кунда де Мбур». Дорослу футбольну кар'єру розпочав 2010 року в основній команді того ж клубу, в якій провів один сезон, взявши участь лише у 9 матчах чемпіонату.
Своєю грою за цю команду привернув увагу представників тренерського штабу клубу «Маккабі» (Тель-Авів), до складу якого приєднався 2011 року. Відіграв за тель-авівську команду наступний сезон своєї ігрової кар'єри. Більшість часу, проведеного у складі тель-авівського «Маккабі», був основним гравцем атакувальної ланки команди.
До складу клубу «Краснодар» приєднався влітку 2012 року, проте заграти не зумів, провівши за сезон лише 10 матчів в чемпіонаті, через що 11 липня 2013 року був відданий в оренду в італійське «Дженоа».
Влітку 2014 року став гравцем швейцарського «Сьйона», з яким у першому ж сезоні виграв Кубок Швейцарії. 
Влітку 2017 року перейшов у «Ам'єн», який виступав у французькій Лізі 1.

## Виступи за збірні
З 2010 року залучався до складу молодіжної збірної Сенегалу. На молодіжному рівні зіграв у 4 офіційних матчах.
У 2012 році захищав кольори олімпійської збірної Сенегалу. У складі цієї команди провів 4 матчі, забив 5 голів. У складі збірної — учасник футбольного турніру на Олімпійських іграх 2012 року у Лондоні.
У 2012 році дебютував в офіційних матчах у складі національної збірної Сенегалу. У складі збірної був учасником Кубків африканських націй 2015 та 2017 років. Після цього взяв участь і у чемпіонаті світу 2018 року у Росії.
Наразі провів у формі головної команди країни 34 матчі, забивши 12 голів.

## Статистика виступів

### Статистика клубних виступів
| Сезон                 | Команда               | Чемпіонат             | Чемпіонат | Чемпіонат | Національний кубок | Національний кубок | Національний кубок | Континентальні кубки | Континентальні кубки | Континентальні кубки | Інші змагання | Інші змагання | Інші змагання | Усього | Усього |
| Сезон                 | Команда               | Ліга                  | Ігор      | Голів     | Ліга               | Ігор               | Голів              | Ліга                 | Ігор                 | Голів                | Ліга          | Ігор          | Голів         | Ігор   | Голів  |
| --------------------- | --------------------- | --------------------- | --------- | --------- | ------------------ | ------------------ | ------------------ | -------------------- | -------------------- | -------------------- | ------------- | ------------- | ------------- | ------ | ------ |
| 2011–12               | «Маккабі» (Тель-Авів) | ЛА                    | 24+5      | 4+1       | КІ                 | -                  | -                  | ЛЄ                   | 9                    | 2                    | -             | -             | -             | 38     | 7      |
| 2012–13               | «Краснодар»           | ПЛ                    | 10        | 1         | КР                 | 1                  | 0                  | -                    | -                    | -                    | -             | -             | -             | 11     | 1      |
| 2013–14               | «Дженоа»              | A                     | 25        | 1         | КІ                 | 1                  | 0                  | -                    | -                    | -                    | -             | -             | -             | 26     | 1      |
| lug.-ago. 2014        | «Краснодар»           | ПЛ                    | 0         | 0         | КР                 | -                  | -                  | ЛЄ                   | 1                    | 2                    | -             | -             | -             | 1      | 2      |
| Усього за «Краснодар» | Усього за «Краснодар» | Усього за «Краснодар» | 10        | 1         |                    | 1                  | 0                  |                      | 1                    | 2                    |               | -             | -             | 12     | 3      |
| 2014–15               | «Сьйон»               | СЛ                    | 27        | 16        | КШ                 | 5                  | 4                  | -                    | -                    | -                    | -             | -             | -             | 32     | 20     |
| 2015–16               | «Сьйон»               | СЛ                    | 29        | 10        | КШ                 | 3                  | 1                  | ЛЄ                   | 7                    | 3                    | -             | -             | -             | 39     | 14     |
| 2016–17               | «Сьйон»               | СЛ                    | 33        | 8         | КШ                 | 6                  | 6                  | -                    | -                    | -                    | -             | -             | -             | 39     | 14     |
| 2017–18               | «Сьйон»               | СЛ                    | 4         | 1         | КШ                 | -                  | -                  | ЛЄ                   | 2                    | 1                    | -             | -             | -             | 6      | 2      |
| Усього за «Сьйон»     | Усього за «Сьйон»     | Усього за «Сьйон»     | 93        | 35        |                    | 14                 | 11                 |                      | 9                    | 4                    |               | -             | -             | 116    | 50     |
| 2017–18               | «Ам'єн»               | Л1                    | 32        | 12        | КФ+КЛ              | 0+1                | 0+1                | -                    | -                    | -                    | -             | -             | -             | 34     | 13     |
| Усього за кар'єру     | Усього за кар'єру     | Усього за кар'єру     | 189       | 54        |                    | 18                 | 12                 |                      | 19                   | 8                    |               | -             | -             | 226    | 74     |

### Статистика виступів за збірну
| Дата       | Місто         | Господарі      | Результат | Гості       | Турнір                                   | Голи | Примітки |
| ---------- | ------------- | -------------- | --------- | ----------- | ---------------------------------------- | ---- | -------- |
| 29/02/2012 | Дурбан        | ПАР            | 0 – 0     | Сенегал     | товариський матч                         | -    |          |
| 25/05/2012 | Марракеш      | Марокко        | 0 – 1     | Сенегал     | товариський матч                         | 1    |          |
| 02/06/2012 | Дакар         | Сенегал        | 3 – 1     | Ліберія     | Відбір до ЧС 2014                        | -    |          |
| 13/10/2012 | Дакар         | Сенегал        | 0 – 2     | Кот-д'Івуар | Відбір до Кубка африканських націй 2013  | -    |          |
| 14/11/2012 | Ніамей        | Нігер          | 1 – 1     | Сенегал     | товариський матч                         | -    |          |
| 31/5/2014  | Буенос-Айрес  | Колумбія       | 2 – 2     | Сенегал     | товариський матч                         | 1    |          |
| 10/09/2014 | Габороне      | Ботсвана       | 0 – 2     | Сенегал     | Відбір до Кубка африканських націй 2015  | -    |          |
| 09/01/2015 | Касабланка    | Сенегал        | 1 – 0     | Габон       | товариський матч                         | -    |          |
| 13/01/2015 | Касабланка    | Сенегал        | 5 – 2     | Гвінея      | товариський матч                         | 1    |          |
| 28/03/2015 | Гавр          | Сенегал        | 2 – 1     | Гана        | товариський матч                         | 2    | 60'      |
| 13/06/2015 | Дакар         | Сенегал        | 3 – 1     | Бурунді     | Відбір до Кубка африканських націй 2017  | 1    |          |
| 05/09/2015 | Віндгук       | Намібія        | 0 – 2     | Сенегал     | Відбір до Кубка африканських націй 2017  | -    |          |
| 08/09/2015 | Йоганнесбург  | ПАР            | 1 – 0     | Сенегал     | товариський матч                         | -    | 46'      |
| 13/10/2015 | Алжир (місто) | Алжир          | 1 – 0     | Сенегал     | товариський матч                         | -    | 79'      |
| 13/11/2015 | Антананаріву  | Мадагаскар     | 2 – 2     | Сенегал     | Відбір до ЧС 2018                        | -    | 56'      |
| 17/11/2015 | Дакар         | Сенегал        | 3 – 0     | Мадагаскар  | Відбір до ЧС 2018                        | 1    | 68'      |
| 26/3/2016  | Дакар         | Сенегал        | 2 – 0     | Нігер       | Відбір до Кубка африканських націй 2017  | -    | 63'      |
| 29/3/2016  | Ніамей        | Нігер          | 1 – 2     | Сенегал     | Відбір до Кубка африканських націй 2017  | 1    | 56'      |
| 4/6/2016   | Бужумбура     | Бурунді        | 0 – 2     | Сенегал     | Відбір до Кубка африканських націй 2017  | -    | 79'      |
| 8/10/2016  | Дакар         | Сенегал        | 2 – 0     | Кабо-Верде  | Відбір до ЧС 2018                        | -    | 76' 75'  |
| 12/11/2016 | Полокване     | ПАР            | 2 – 1     | Сенегал     | Відбір до ЧС 2018                        | -    | 60'      |
| 8/1/2017   | Браззавіль    | Лівія          | 1 – 2     | Сенегал     | товариський матч                         | -    | 72'      |
| 23/1/2017  | Франсвіль     | Сенегал        | 2 – 2     | Алжир       | Кубок африканських націй 2017 - 1-й етап | -    | 90+4'    |
| 10/11/2017 | Полокване     | ПАР            | 0 – 2     | Сенегал     | Відбір до ЧС 2018                        | -    | 78'      |
| 23/3/2018  | Касабланка    | Сенегал        | 1 – 1     | Узбекистан  | товариський матч                         | 1    |          |
| 31/5/2018  | Люксембург    | Люксембург     | 0 – 0     | Сенегал     | товариський матч                         | -    |          |
| 11/6/2018  | Гредіг        | Південна Корея | 0 – 2     | Сенегал     | товариський матч                         | 1    | 63'      |
| 19/6/2018  | Москва        | Польща         | 1 – 2     | Сенегал     | ЧС 2018 - груповий етап                  | -    | 75'      |
| 28/6/2018  | Самара        | Сенегал        | 0 – 1     | Колумбія    | ЧС 2018 - груповий етап                  | -    | 80'      |
| 9/9/2018   | Антананаріву  | Мадагаскар     | 2 – 2     | Сенегал     | Відбір до Кубка африканських націй 2019  | 1    | 90'      |
| 23/3/2019  | Тієс          | Сенегал        | 2 – 0     | Мадагаскар  | Відбір до Кубка африканських націй 2019  | -    | 69'      |
| 26/3/2019  | Дакар         | Сенегал        | 2 – 1     | Малі        | товариський матч                         | 1    | 60'      |
| 23/6/2019  | Каїр          | Сенегал        | 2 – 0     | Танзанія    | Кубок африканських націй 2019 - 1-й етап | -    | 83'      |
| 1/7/2019   | Каїр          | Кенія          | 0 – 3     | Сенегал     | Кубок африканських націй 2019 - 1-й етап | -    | 74'      |
| Усього     |               | Матчів         | 34        |             | Голів                                    | 12   |          |

## Титули і досягнення
- Володар Кубка Швейцарії (1):

«Сьйон»: 2014-15
- Володар Кубка Туреччини (1):

«Сівасспор»: 2021-22
- Срібний призер Кубка африканських націй: 2019